# 坂本三郎 (法務官僚)
坂本 三郎（さかもと さぶろう、1968年 - ）は、日本の法務官僚、裁判官。

## 経歴
熊本市出身。
1993年に一橋大学法学部を卒業した。旧司法試験には、在学中の1992年に合格していた。
1995年に任官して東京地方裁判所判事補となり、以降、1997年に法務省民事局付。1999年度、竹下守夫一橋大学名誉教授が部会長を務める国際協力事業団カンボジア法整備支援民事訴訟法起草作業部会委員を兼務。
2004年に再び検事・法務省民事局付を経て、2008年に東京地方裁判所判事兼東京簡易裁判所判事と、地裁勤務と法務省出向を繰り返し、2011年法務省民事局参事官（東京地検検事）に就任するとともに、2011年度法務省司法試験考査委員（新司法試験及び司法試験予備試験、民事訴訟法担当）及び2011年度司法書士試験委員（筆記試験担当）を併任、2014年に検事・大臣官房参事官（民事担当）となった
2014年に成立し、2015年に施行された会社法改正作業において、中心的な役割を担い、注目された。
2015年4月13日付で、坂本は商事課長となった。この間2013年度から2015年度まで民事訴訟法担当の法務省司法試験考査委員及び筆記試験担当の土地家屋調査士試験委員を併任。2017年度、商法担当司法試験考査委員併任。2017年4月1日付で民事局民事第2課長。2018年国土交通省大臣官房法務支援室長、法務省司法試験考査委員（倒産法）。2020年内閣官房内閣審議官（内閣官房副長官補付）、法務省大臣官房付検事。2023年法務省司法法制部長。2024年東京高等裁判所判事兼東京簡易裁判所判事。

## おもな著書
- 一問一答 民事再生法（深山卓也、筒井健夫、花村良一、菅家忠行と共著）、商事法務、2000年
- 一問一答 平成26年改正会社法（編著）、商事法務、2014年
- 一問一答 平成26年改正会社法 [第2版]（編著）、商事法務、2015年
- 別冊商事法務No.393 立案担当者による平成26年改正会社法の解説、商事法務、2015年
- 別冊商事法務No.397 立案担当者による平成26年改正会社法関係法務省令の解説（辰巳郁、渡辺邦広と共著）、商事法務、2015年